# Храм Рождества Богородицы (Торопец)
Церковь Рождества Пресвятой Богородицы — православный храм в городе Торопце Тверской области. В настоящее время приписан к храму Всех Святых.

## История

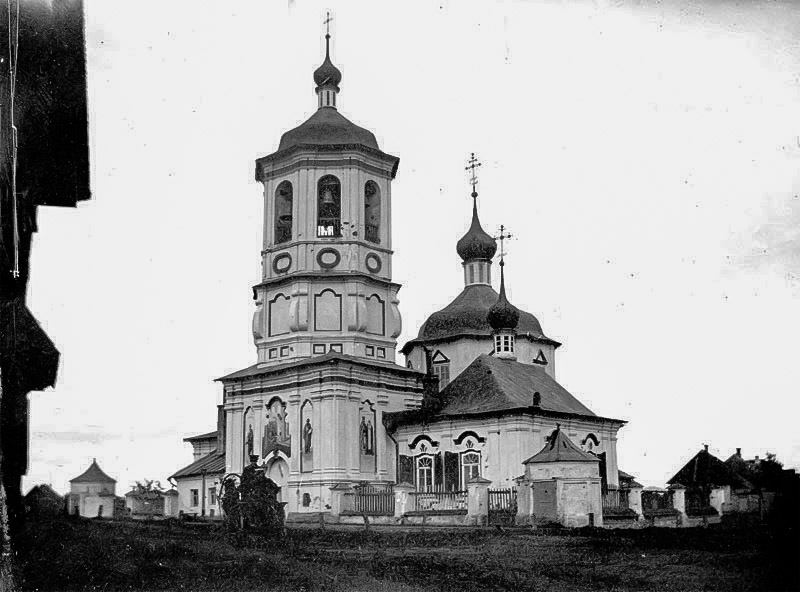
Храм в 1910 году

Каменный храм был построен в 1762 году (есть данные о 1742 и 1757) благодаря усилиям прихожан. В 70-х годах XIX века был приписан к Успенской церкви (в настоящее время разрушена).
Храм имел три престола: главный во имя Рождества Богородицы, придельные — во имя святого Димитрия Pостовского и во имя святителей Петра, Алексия, Ионы, Филиппа митрополитов Московских.
На колокольне висели девять колоколов. Самый большой из них имел вес 187 пудов 37 фунтов (более 3000 кг), в 1842 году был пожертвован храму торопецким купцом Иваном Яковлевичем Солодневым.
Церковь была обнесена решётчатой оградой с двумя башнями и часовней.
Храм закрыли не ранее 1930-х годов.

## Архитектура
Представляет собой кирпичный храм типа восьмерик на четверике с богатым декоративным убранством в духе барокко, с трапезной и колокольней.

## Современное состояние
По состоянию на 2021 год храм отреставрирован, приписан ко храму Всех Святых. Богослужения проводятся редко.

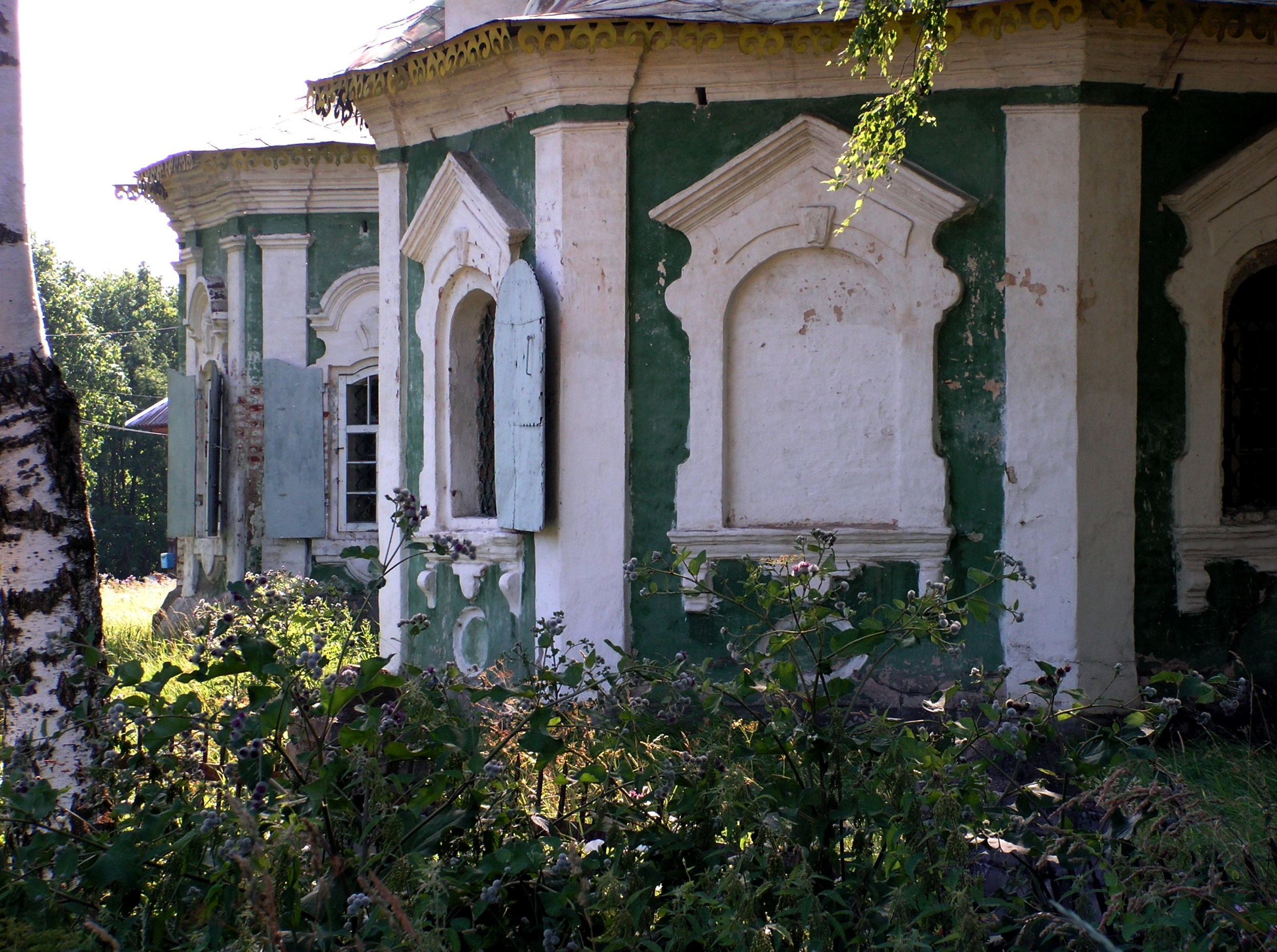
Фасады.
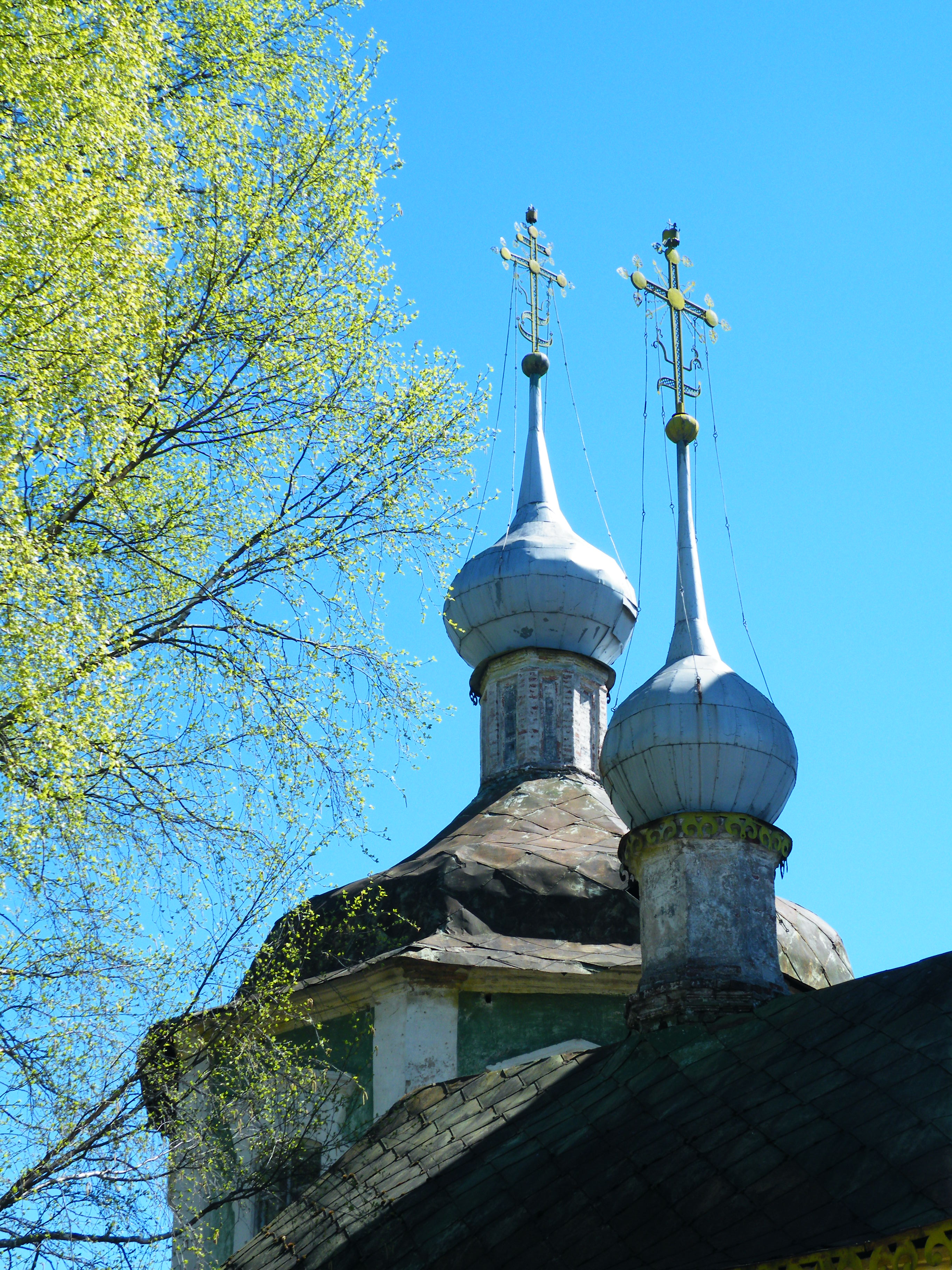
Купола.
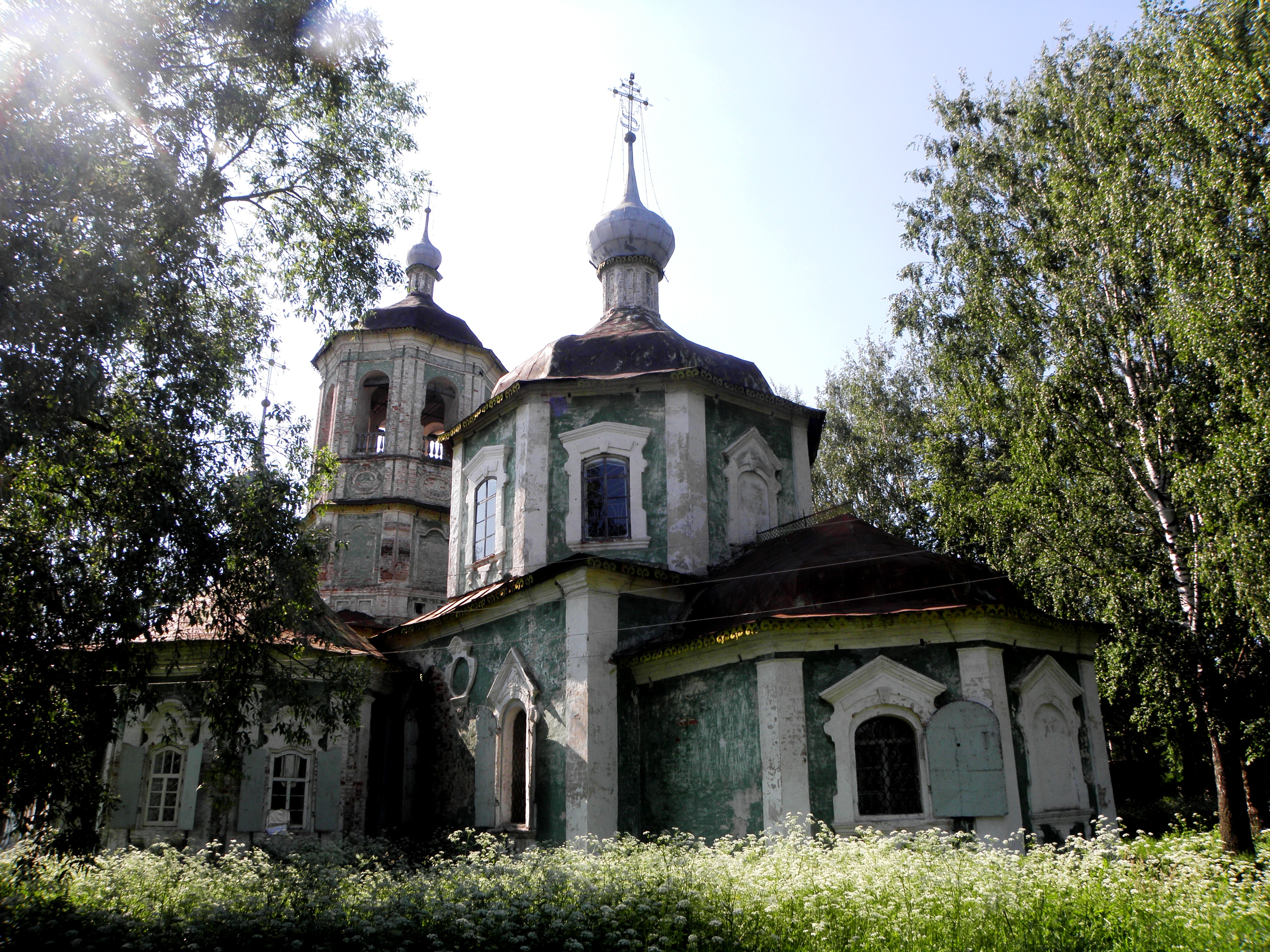
Общий вид с юго-востока.